# لارا باست
لارا باست (انگلیسی: Laura Bassett؛ زادهٔ ۲ اوت ۱۹۸۳) یک بازیکن فوتبال اهل بریتانیا است.
وی سابقه عضویت در تیم ملی فوتبال زنان انگلستان را داراست.